# Cime di Bavella
Le Cime di Bavella o Guglie di Bavella (Aiguilles de Bavella in francese e Furchi d'Asinau in corso) sono un piccolo massiccio granitico che domina il passo con lo stesso nome (Foci di Bavedda in corso, 1218 m) che collega la microregione di Alta Rocca con la costa est della Corsica. Il massiccio è meno alto e quindi molto più frequentato di quello delle Cime di Popolasca. Il sito è caratterizzato da picchi sbrecciati e grandi costoni rocciosi e pini laricio ritorti dal vento. Al centro del massiccio si trovano le sette torri di Asinau (le guglie di Bavella propriamente dette) originariamente numerate da Sud a Nord:
- Punta di l'Acellu, Guglia I (1588 m)
- Punta di l'Arghjetu, Guglia II (1591 m);
- Punta di a Vacca, Guglia III (1611 m), l'unica raggiungibile dagli escursionisti;
- Punta di u Pargulu, Guglia IV (1785), separata dalla precedente dalla Bocca di u Pargulu (1662 m);
- Punta Longa, Guglia V (1836 m);
- Punta Alta, Guglia VI (1855 m), la più alta delle guglie;
- Puntaghjola, Guglia VII (1848 m), separata dalla precedente dalla Bocca di u Santu (1745 m).

Il massiccio di Bavella nella sua globalità culmina un poco più a nord con la Punta di u Furneddu e la Punta Muvrareccia, entrambe di 1899 m di altezza. È dominato dal Monte Incudine (2134 m) la cima principale della regione e si estende dalla foresta di Tova a nord (comune di Solaro) fino al Monte Calva (1381 m) a sud, al limite del massiccio di L'Ospedale e in un certo senso fino a Conca ed al mare all'est.
In corrispondenza del passo (col de Bavella) non lontano dalla strada si eleva, sopra un cumulo di pietre la statua di Nostra Signora delle nevi (Notre-Dame-des-Neiges). Il ruscello della Purcuraccia, noto per le sue cascate e piscine inizia la sua discesa in prossimità del passo in direzione di Sari-Solenzara. 
Le località di Quenza, Zonza e Conca sono situate in un arco di cerchio a sud ovest del Passo di Bavella.
Il sentiero GR 20, tra il Monte Incudine e il Passo di Bavella, dopo aver raggiunto il refuge d'Asinao (1536 m) passa ai piedi delle Guglie nella valle del fiume Rizzanese, ma una variante detta alpina consente di avvicinarsi alle Guglie di Bavella attraverso la Bocca di u Pargulu (1662 m). Dopo il Passo di Bavella il sentiero inizia a scendere verso Conca passando per la Foce Finosa (1206 m) ed il rifugio di i Paliri (1055 m) al piede della Punta Tafunata di i Paliri (1312 m).